# Parafia Wniebowzięcia Najświętszej Maryi Panny w Dębach Szlacheckich
Parafia Wniebowzięcia Najświętszej Maryi Panny w Dębach Szlacheckich – rzymskokatolicka parafia położona w północnej części gminy Osiek Mały. Administracyjnie należy do diecezji włocławskiej (dekanat sompoleński).
Do parafii należy 2700 wiernych mieszkających we wsiach: Borecznia Wielka, Dęby Szlacheckie, Drzewce, Felicjanów, Lipiny, Moczydła, Osiek Mały, Osiek Mały-Kolonia, Smólniki Osieckie, Szarłatów, Trzebuchów, Witowo, Zdrojki i Zielenie. Odpust parafialny odbywa się w uroczystość Wniebowzięcia NMP – 15 sierpnia.
Proboszcz:
- ks. kan.  Wojciech Szczepankiewicz

## Galeria

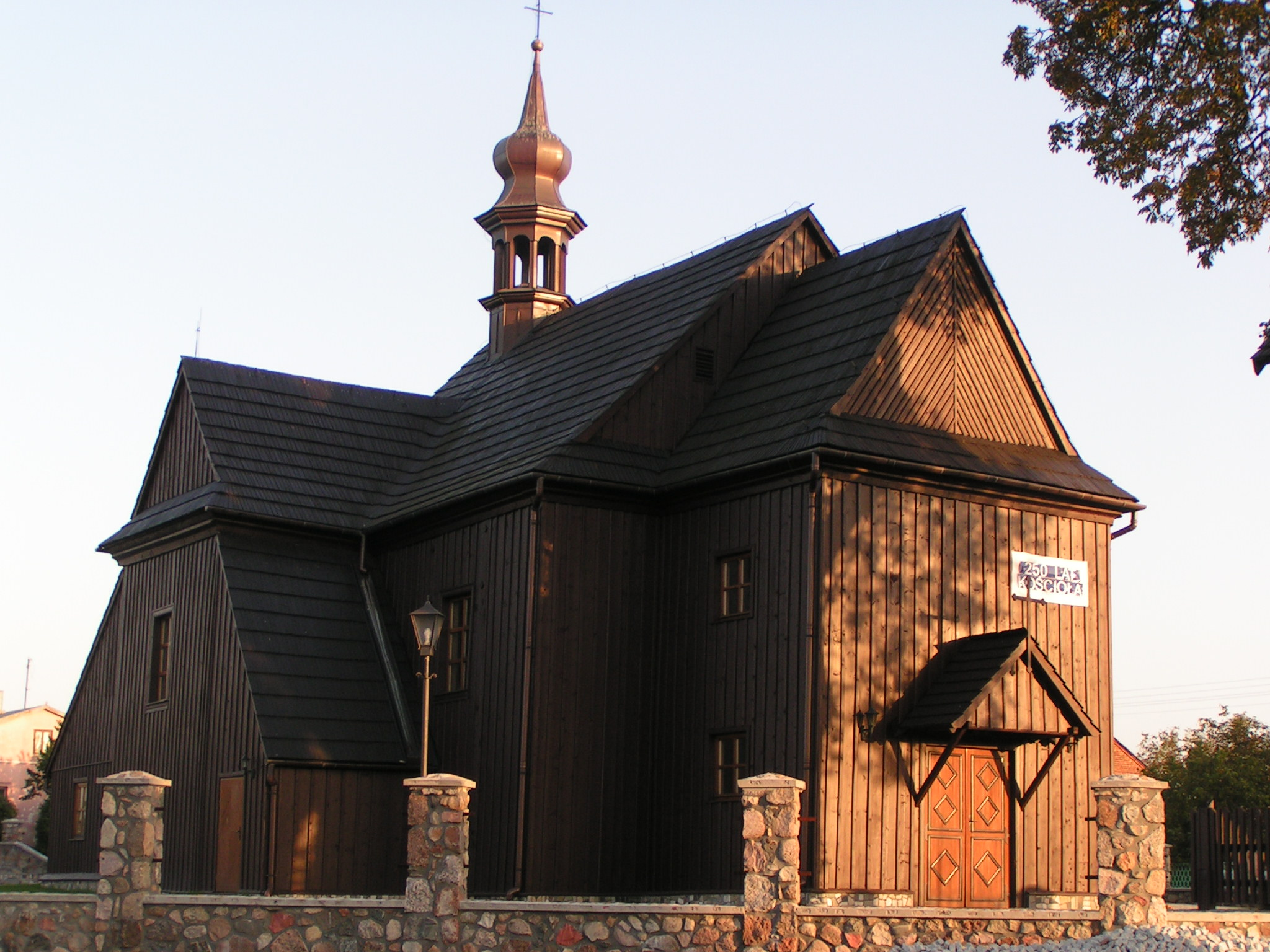
Kościół parafialny
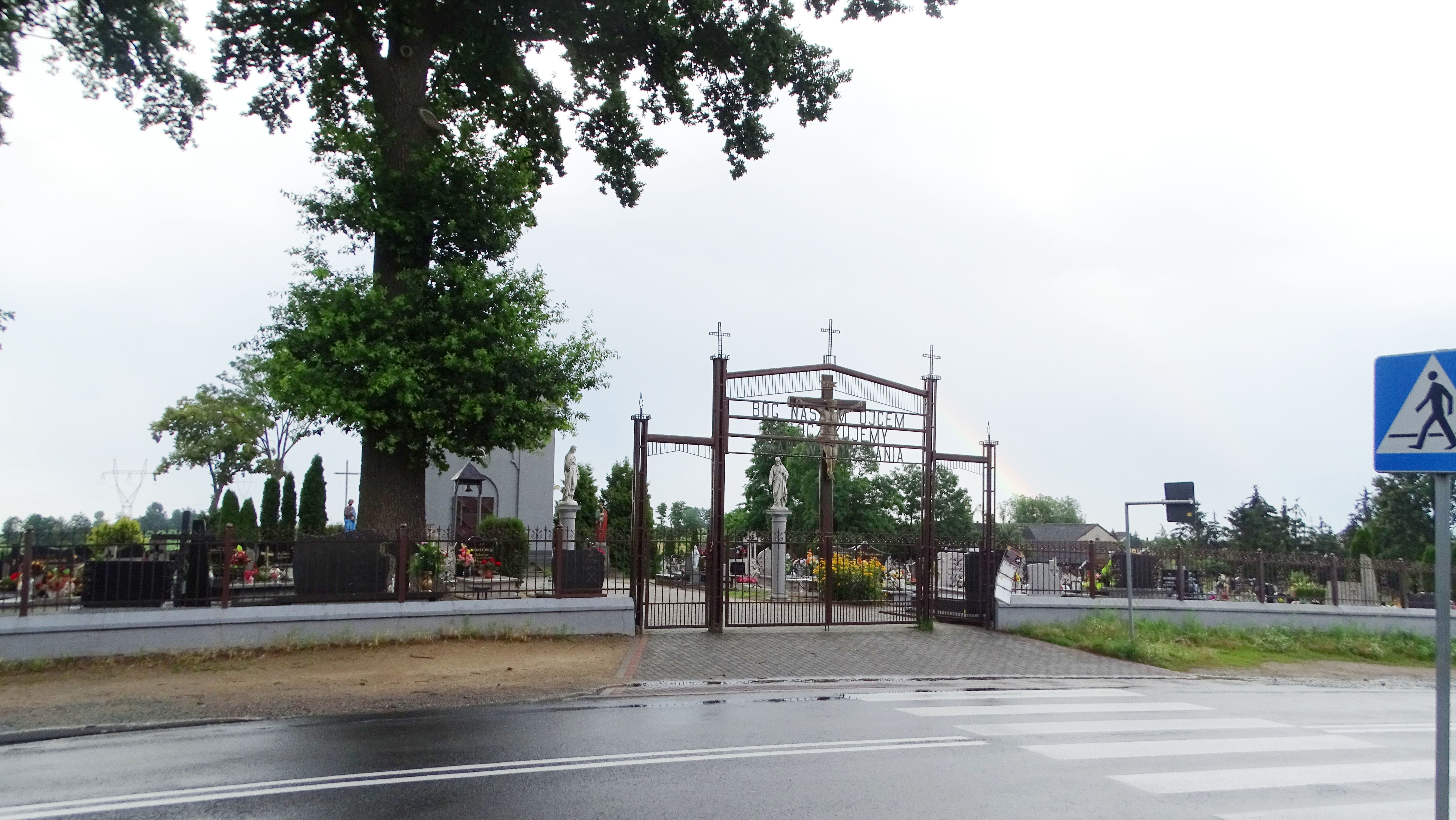
Cmentarz parafialny
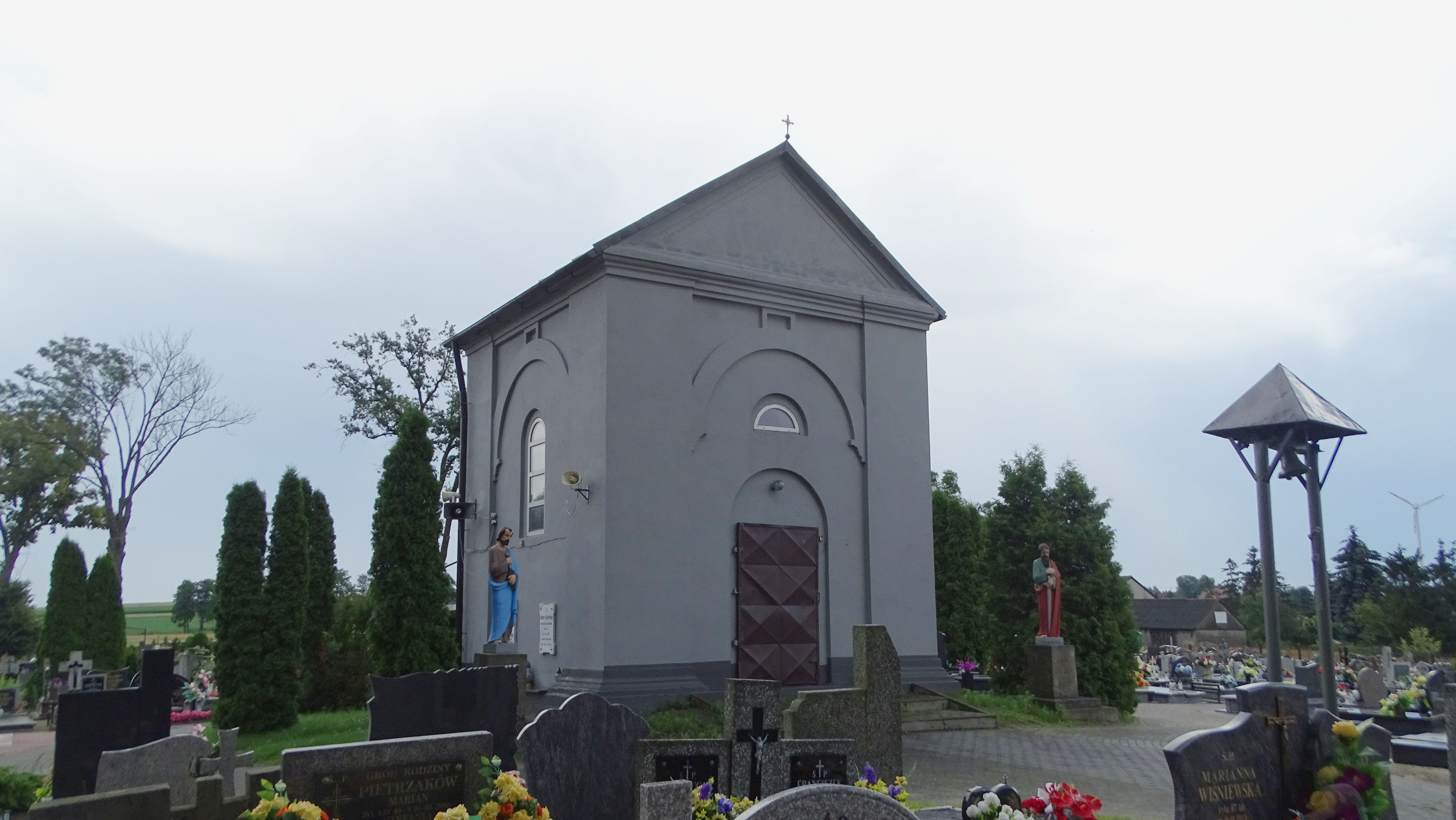
Kaplica cmentarna